# Pontinus furcirhinus
Pontinus furcirhinus är en fiskart som beskrevs av Garman, 1899. Pontinus furcirhinus ingår i släktet Pontinus och familjen Scorpaenidae. IUCN kategoriserar arten globalt som livskraftig. Inga underarter finns listade i Catalogue of Life.